# Torre de Blosenberg

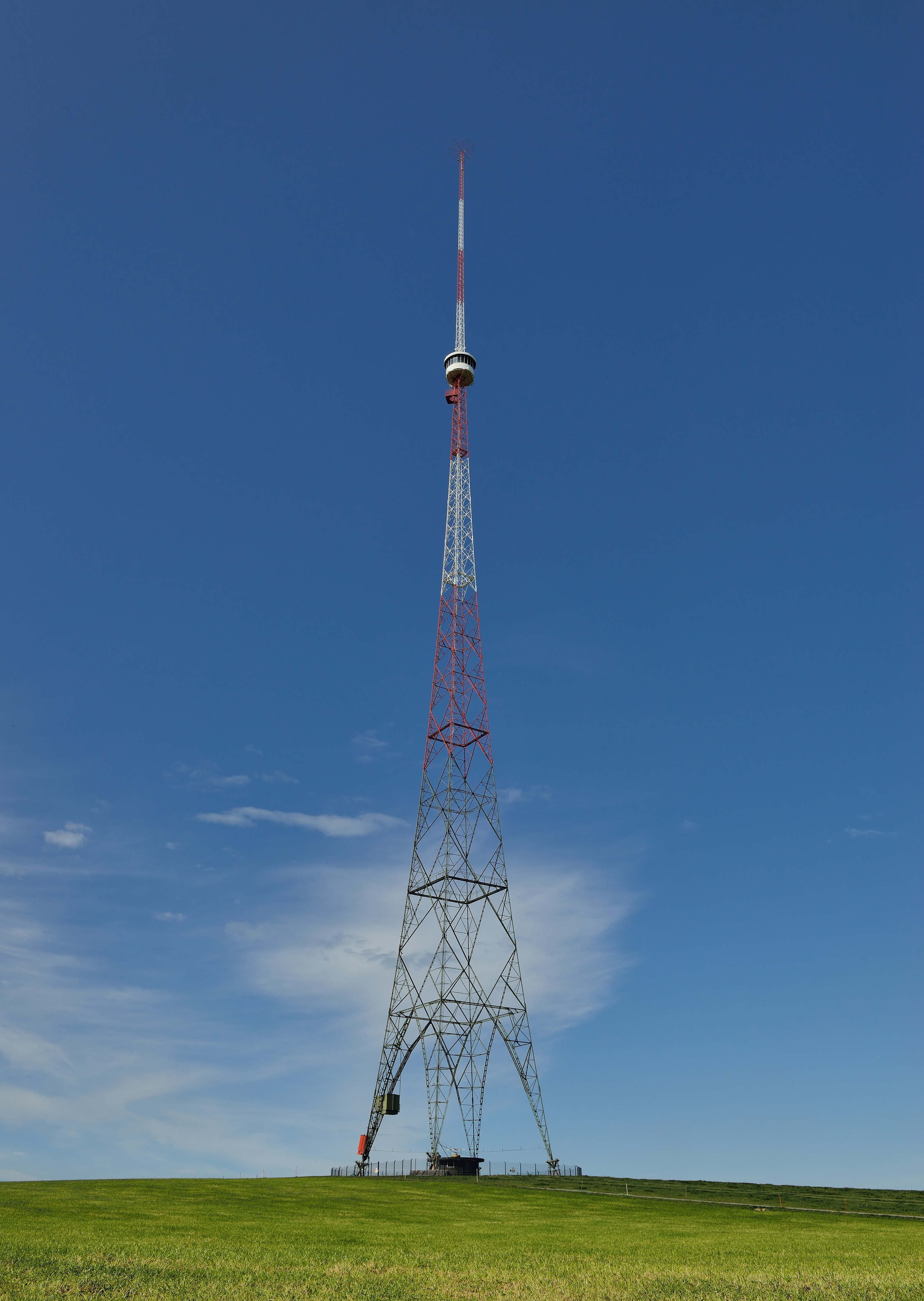
Torre de Blosenberg

A torre de Blosenberg (alemão: Blosenbergturm) é uma torre transmissora em Beromünster, no cantão de Lucerna, na Suíça, construída em 1937 para a estação de rádio alemã DRS. Transmite a uma frequência de a AM de 531 kHz. O Blosenbergturm tem uma altura de 217 m e é uma torre autotransmissora isolada de encontro à terra, ou seja, a estrutura inteira da torre é usada como uma antena. Tem uma cabine em uma altura de 150 m, contendo o equipamento elétrico para fornecer à torre potência em alta frequência.